# Patrick Califia
Patrick Califia (Corpus Christi, 8 de março de 1954; previamente conhecido como Pat Califia) é um escritor americano que já publicou diversos trabalhos não-ficcionais sobre sexualidade, trabalhos ficcionais eróticos e poesia. Califia é um homem bissexual e transexual e, antes da transição de gênero, ele identificava-se como uma lésbica.
Seus trabalhos exploram a sexualidade e a identidade de gênero, incluindo diversos trabalhos sobre literatura erótica lésbica e sobre a subcultura BDSM. Além disso, Califia já produziu conteúdos para revistas notáveis como Drummer (destinada ao público leather), The Advocate (dedicada à comunidade LGBT em geral) e On Our Backs (focada em erotismo e sexualidade para o público lésbico).
Juntamente com Gayle Rubin e outras dezesseis mulheres, Califia co-fundou a Samois, uma organização BDSM lésbica feminista de São Francisco que existiu de 1978 a 1983.
Califia já foi nomeado ao Lambda Literary Award por sua coletânea de histórias Macho Sluts (1988), sua novela Doc and Fluff: The Dystopian Tale of a Girl and Her Biker (1990) e sua compilação de colunas, The Advocate Adviser (1991). Ele também é um dos homenageados do Hall da Fama da Society fo Janus.